# Yasutaka Kobayashi
Yasutaka Kobayashi (født 15. juni 1980) er en tidligere japansk fodboldspiller.
Han har spillet for flere forskellige klubber i sin karriere, herunder Kashima Antlers, Vegalta Sendai, Kawasaki Frontale, Mito HollyHock, Tokushima Vortis, Fagiano Okayama og Fukushima United FC.